# Virum-Sorgenfri Boldklub
Virum-Sorgenfri Boldklub er en dansk fodboldklub, der er hjemmehørende i Virum og Sorgenfri i Lyngby-Taarbæk Kommune nord for København. Klubben har en stærk ungdomsafdeling, der siden 1970 har vundet 20 Sjællandsmesterskaber og to Danmarksmesterskaber.
Klubben blev stiftet i 1921 under navnet Virum Boldklub, og klubben hørte hjemme på Virum Skole, hvor banen imidlertid var for lille til turneringsfodbold. I 1929 flyttede klubben til Brede Skolebane, som havde officielle mål, og dermed kunne klubben begynde at spille turneringskampe under Nordre Birks Boldspil-Union. I 1935 flyttede klubben igen, denne gang til Kongevejsskolen, hvor der var gode faciliteter til omklædning. Samtidig blev klubben medlem af Sjællands Boldspil-Union, og i slutningen af 1930'erne spillede holdet 2-3 sæsoner i SBU's A-række. Holdet rykkede op i A-rækken igen i 1945, og spillede flere år i denne række, inden det rykkede ned i B-rækken igen.
I 1953 blev klubben en del af den nystiftede Virum Sorgenfri Idrætsforening, der bl.a. også havde håndbold, bordtennis og tennis på programmet, men allerede året efter trådte klubben ud af idrætsforeningen og fortsatte under det gamle navn, Virum Boldklub. I 1957 indviedes Virum Stadion, som siden da har været klubbens hjemmebane, og i 1960 opførtes et klubhus, som i 1971 blev udvidet til dets nuværende størrelse. I denne periode opholdt klubbens førstehold sig mest i serie 1 og 2.
I 1969 ændredes klubbens navn til Virum-Sorgenfri Boldklub, og året efter indførte klubben damefodbold som en af de første i Danmark. Dameholdet tilhørte Danmarkseliten frem til begyndelsen af 1990'erne. Til gengæld gik det knap så godt for herreholdet, der i slutningen af 1980'erne var nede at vende i serie 4. Siden blev skuden dog vendt, og i 1995 rykkede klubben for første gang op i Danmarksserien, hvor de igen rykkede op i i 2015.